# У дивљини (филм)
У дивљини или Пут у дивљину (енгл. Into the Wild) амерички је филм Шона Пена из 2007. године. Филм је заснован на књизи истог имена, коју је написао Џон Кракауер по доживљајима Кристофера Макандлеса током његовог путовања широм Северне Америке. Главне улоге играју Емил Херш као Кристофер Макандлес, док Марша Геј Харден и Вилијам Херт играју његове родитеље.

## Радња
Након што је дипломирао историју и антропологију на Универзитету Емори у Атланти, бивши студент 22-годишњи Кристофер Мекендлес из просперитетног предграђа Вашингтона, због различитих погледа на живот својих родитеља, почиње путовање у Сједињене Државе у лето 1990. Након што је донирао сву своју уштеђевину од 24.000 долара Оксфаму, путује у Фербанкс, близу Арктичког круга, да се суочи са изазовима једноставног живота далеко од цивилизације. Најпре вози свој аутомобил Нисан Суни, а када остане без горива, иде пешке са ранцем. Његов бекство од цивилизације је очигледно због читања списа Ралфа Валда Емерсона. Једини члан породице са којим повремено контактира је његова сестра Кетрин.
Током путовања, Крис ради пола радног времена у Јужној Дакоти за фармера Вејна у житници. Вејн му саветује да не иде на север, већ на југ, након чега Крис креће кајаком низ реку Колорадо у Мексико. По повратку у САД у теретном возу, ради на пола радног времена у огранку ресторана брзе хране у близини Лас Вегаса. Већину времена живи као бескућник, под псеудонимом „Александар Суперскитница“, возећи се теретним возовима и стопирајући по западним државама. Једног дана упознаје хипи пар Ијана и Рејнија, а касније ради за старог војног ветерана, Рона Франца, са којим развија бриљантну везу и који нуди да га усвоји. Тешка срца, Крис је приморан да љубазно одбије јер има друге циљеве. Већина људи које сретне на путу стално га позива да остане са њима. Он сматра да су му ове понуде привлачне, али на крају их одбија изнова и изнова јер жели први да пронађе себе. По његовом мишљењу, за срећу није потребно људско друштво, већ усамљеност.
У априлу 1992. Крис коначно стиже на одредиште и, наоружан пушком малог калибра, креће западно од Хилија у дивљину оближњег Националног парка Денали, где проводи наредних неколико месеци у напуштеном старом аутобусу. Тамо открива да не може да преживи само од приручника за преживљавање, који је понео са собом. Покушај димљења лосовог меса пре него што га ларве поједу не успева. Са почетком пролећа, отопљени снег блокира његов пут назад преко оближње реке Текланике, јер ниво воде и проток нагло расту. Принуђен је да остане у свом „Магичном аутобусу“, не знајући никакве алтернативне руте. Услед недостатка хране и ослабљен једењем отровних махуна дивљег слатког грашка (Хедисарум Макензи, дивљи кромпир мрког медведа), који меша са јестивим дивљим кромпиром (Хедисарум алпинум, Аљаска шаргарепа), брзо губи на тежини и умире.
Текстне белешке обавештавају гледаоца да су Кристоферово тело пронашли ловци на лосове на путу низ Стампеде Траил крајем августа 1992. године. Приказана је избледела фотографија, вероватно његова сопствена слика која се није појавила у Крисовој камери. Из његових дневничких записа јасно је да је коначно дошао до закључка да се може бити срећан само ако може да дели срећу са другима.

## Улоге
| Глумац             | Улога               |
| ------------------ | ------------------- |
| Емил Херш          | Кристофер Макандлес |
| Марша Геј Харден   | Били Макандлес      |
| Вилијам Херт       | Волт Макандлес      |
| Џена Малон         | Карин Макандлес     |
| Катрин Кинер       | Џен Бурес           |
| Брајан Х. Диркер   | Рејни               |
| Винс Вон           | Вејн Вестерберг     |
| Зак Галифанакис    | Кевин               |
| Кристен Стјуарт    | Трејси Татро        |
| Хал Холбрук        | Рон Франз           |
|                    | Мадс                |
| Сигне Егхолм Олсен | Соња                |
| Џим Галијен        | себе                |
| Леонард Најт       | себе                |
| Р. Д. Кол          | Бул                 |